# Chryseuscelus sexmaculatus
Chryseuscelus sexmaculatus là một loài bọ cánh cứng trong họ Attelabidae. Loài này được Chevrolat miêu tả khoa học năm 1876.